# Ha Seok-jin
Ha Seok-jin (hangul: 하석진, 10 de fevereiro de 1982) é um ator sul-coreano. Estreou no comercial da Korean Air em 2005.

## Juventude
Ha Seok-jin nasceu em Seul em 1982. Ele é o mais velho de três irmãos. Ele ingressou no Departamento de Engenharia Mecânica da Universidade Hanyang e, após completar o primeiro ano, alistou-se no exército.

## Carreira
Depois de completar o serviço militar, Ha Seok-jin voltou para a escola. No entanto, um amigo que trabalhava em uma produtora de entretenimento sugeriu que ele tentasse atuar. A princípio, ele recusou a oferta, preferindo se concentrar nos estudos. Mas, eventualmente, decidiu tentar e fez sua estreia na indústria do entretenimento através de um anúncio da Korean Air em 2005. Embora ele não planejasse seguir a carreira de ator, ficou cada vez mais atraído por isso. Em abril de 2019, assinou com a C-JeS Entertainment, mas seu contrato expirou em 2021, o que o levou a procurar uma nova agência. Em julho de 2021, assinou com a Management Koo.
Em setembro de 2023, Seok-jin foi uma das doze celebridades concorrentes no reality show da Netflix, Debeulseu peullaen; ele foi o vencedor da competição.
Além de atuar, também apareceu como membro do elenco ou convidado em vários programas de variedades, incluindo Problematic Men, The Fox's Butler, I Live Alone, After The Show Ends, Amazing Saturday, Boss In The Mirror, Entertainment Weekly, Chef & My Geladeira, Running Man e Happy Together.

## Filmografia
| Ano  | Título                         | Papel          | Rede     |
| ---- | ------------------------------ | -------------- | -------- |
| 2005 | Sad Love Story                 |                | MBC      |
| 2005 | Princess Lulu                  | Seok-jin       | SBS      |
| 2006 | Dr. Kkang                      | Kim Jin-kyu    | MBC      |
| 2006 | Korea Secret Agency            |                | MBC      |
| 2007 | If in Love... Like Them        | Kang-deo       | SBS/Mnet |
| 2007 | Hello! Miss                    | Hwang Chan-min | KBS2     |
| 2007 | Drama City                     | Park Jung-woo  | KBS2     |
| 2008 | I am Happy                     | Kang-seok      | SBS      |
| 2009 | What's for Dinner?             | Kim Yoon-soo   | MBC      |
| 2010 | The Great Merchant             | Kang Yoo-ji    | KBS1     |
| 2010 | Once Upon a Time in Saengchori | Jo Min-sung    | tvN      |
| 2011 | Can't Lose                     | Lee Tae-young  | MBC      |
| 2011 | If Tomorrow Comes              | Lee Young-gyun | SBS      |
| 2012 | Standby                        | Ha Seok-jin    | MBC      |
| 2012 | Childless Comfort              | Ahn Sung-ki    | jTBC     |
| 2013 | Shark                          | Oh Joon-young  | KBS2     |
| 2013 | Thrice Married Woman           | Kim Jun-goo    | SBS      |
| 2018 | Your House Helper              | Kim Ji-Woon    | KBS2     |

| Ano  | Título               | Papel        |
| ---- | -------------------- | ------------ |
| 2006 | See You After School | Kang Jae-koo |
| 2006 | Sexy Teacher         | Kim Tae-yo   |
| 2007 | Unstoppable Marriage | Wang Ki-baek |
| 2008 | Summer Whispers      | Yoon-soo     |

| Ano  | Título           | Rede |
| ---- | ---------------- | ---- |
| 2010 | The Fox's Butler | MBC  |